# Rea Lest-Liik
Rea Lest-Liik (* 14. Mai 1990 als Rea Lest in Tallinn) ist eine estnische Theater- und Filmschauspielerin.

## Leben
Rea Lest wurde 1990 in der estnischen Hauptstadt Tallinn geboren, wo sie im Jahr 2009 am Jakob-Westholm-Gymnasium das Abitur ablegte. 2010 schrieb sie sich an der Universität Tartu ein, um Kunsttherapie zu studieren. Das Studium brach sie ab, um sich an der Estnischen Musik- und Theaterakademie unter der Leitung von Tiit Ojasoo Schauspiel zu studieren. Während ihres Studiums an der Akademie gewann sie 2012 den Voldemar Panso Young Actor Award.
Im Jahr 2014 schloss sie ihr Studium an der Akademie ab. Sie ist mit dem estnischen Schauspieler Jörgen Liik verheiratet.

## Filmographie
- 2017: November
- 2018: True (Kurzfilm)
- 2018: Janu (Kurzfilm)
- 2019: Skandinaavia vaikus
- 2020: Kihvad (Kurzfilm)
- 2022: Dual
- 2023: Tume paradiis
- 2024: Azrael
- 2024: Must auk
- 2025: Aurora